# Morais do Acordeon
José Bonifácio de Morais, conhecido como Morais do Acordeon (Caiçara, 12 de maio de 1950) é um músico, compositor, cantor, instrumentista (acordeonista) e advogado brasileiro. Filho de Rogaciano Macêdo de Morais (Seu Branco) e de Maria Macêdo de Morais,(Dona Neném), nasceu no sítio Serrote, então pertencente ao Município de Caiçara.

## Biografia
Foi agricultor trabalhando na roça com o seu pai até aos 13 anos, morou em Barriguda no Rio Grande do Norte, de 1953 a 1961,voltando assim pra sua terra natal, Paraíba e dessa vez foi morar em Jatuarana que pertencia também ao município de Caiçara e que hoje também pertence ao município de Logradouro. Quando estava no Rio Grande do Norte, seu pai comprou um acordeon pra tocar e ele ficou interessado e começou a aprender a tocar o instrumento. Voltando à Paraíba, começou a tocar em bailes pelo interior, tendo como seu companheiro na percussão só um pandeiro o qual era tocado pelo amigo Zezinho de Quinca dos Santos.
Mudou-se para o Rio de Janeiro em Março de 1964, pensando em viver da própria música, viu que não era possível. Nunca esqueceu de estudar, sendo o que mais queria e tendo primeiramente o incentivo da sua mãe a qual o alfabetizou, e depois do irmão Djalma que já morava no Rio de janeiro com quem veio morar sendo o seu convidado.
Fez o primário até a 3ª série primária na Escola Adail, na rua Adail, Bonssucesso, fez até a 5ª primária na escola Clotilde Guimarães, e o Admissão na Escola Rui Barbosa, Bonsucesso, fazendo também um curso preparatório na avenida Rio Branco, no centro do Rio de Janeiro. Fez faculdade de direito na Faculdade de Direito Moacir Sreder Bastos, em Campo Grande, Rio de Janeiro, Rj, Brasil, Fazendo Pósgraduação em Direito Empresarial e Civil.
Hoje trabalha na preservação da cultura musical, procurando apresentar ao público o que é nosso, de forma original, o autêntico, junto com o Grupo Fera Show participa de festivais nacionais e internacionais, tendo sempre a preocupação de tocar as nossas raízes para o mundo conhecer melhor o que é nosso.
Faz parte do movimento musical Encontro Carioca de Sanfoneiros, um projeto com o objetivo de preservação do sanfoneiro e a sanfona, e assim sempre apresentando ao publico esse instrumento que foi adotado em nosso país, fazendo parte muito forte no gênero forró, que compreende, forró, xote, xaxado, marcha,baião, rancheira, calango, choro e outros, isso se referindo ao Nordeste do país, mas no Sul também é forte sua influência, nos ritmos, vanerão, vanera, xote, e outros.
Trabalha também com o Cavalo Marinho da Paraíba, sendo coordenador no Rio de janeiro, é uma manifestação folclórica do Estado da Paraíba, a qual está sendo trazida para o Rio de Janeiro e Espírito Santo pelo Nélio Torres que também é um paraibano,o qual cultor também do nosso folclore e cultara.
Junto com Adelzon Alves, estão montando um show para apresentação e resgate de todo conteúdo musical do nordeste, trazendo a tona todos que fizeram sucesso e trouxeram essa musicalidade, não só nordestina mas por que não dizer de todo Brasil,faz parte do show, Morais do Acordeon,Cris Morais, Luiz nunes, Jorge Provietti, Camelo do Acordeon, Gaúcho do Forró, Fatinha Zabumbeira, Zé do Pandeiro, Serjão do Baixo, Daniel Melo, Zé do Pandeiro,Yeda Maranhão, João Mossoró, Neidinha Rocha, Raimundo Barrabás e Tuquinha Fialho, os quais interpretam,Manezinho Araújo, Zé do Norte, Luiz Gonzaga, João do Vale, Marinês, Jackson do Pandeiro, Luiz Vieira, Rosil Cavalcanti, Zé Marcolino,Humberto Teixeira, Zé Dantas, Gordurinha, Cecéu,Maciel Melo, Petrúcio Amorim, Acioly Neto, Flávio Leandro, Flávio José, Dominguinhos.

## Discografia
- (1998) Essa Morena[1]
- (2001) De manhã - CD[1]
- (2005) Retirante - CD[1]
- (2008) Sempre Sorrir - CD[1]